# Qannuyak (Barry Islands)
Qannuyak, tidigare benämnd Kanuyak Island, är en ö i Kanada.   Den ligger i territoriet Nunavut, i den centrala delen av landet, 3 100 km nordväst om huvudstaden Ottawa. Arean är 75 kvadratkilometer.
Terrängen på Qannuyak är platt. Öns högsta punkt är 174 meter över havet. Den sträcker sig 21,2 kilometer i nord-sydlig riktning, och 7,4 kilometer i öst-västlig riktning. Ön ligger i ögruppen Barry Islands.
Trakten runt Qannuyak består i huvudsak av gräsmarker. Trakten runt Qannuyak är nära nog obefolkad, med mindre än två invånare per kvadratkilometer.